# Université Hautes Études économiques, comptables, commerciales et communication du Tchad
Pour les articles homonymes, voir UHT.
L'Université HEC-Tchad  est situé à N'djamena. L'institut HEC-Tchad a été créé en 2003 puis l'université par l' Arrêté  N° 453/PR/PM/MESRI/SEESRI/SG/DGRESRS /DESP/2016 du 9 décembre 2016. Membre du REDIPES, observateur du CAMES, parrainée par l’Université de N’Djamena et plusieurs institutions africaines et françaises.

## Localisation
Située à N'Djamena dans le 8eme arrondissement de la capitale.